# Psylliodes erberi
Psylliodes erberi es una especie de insecto coleóptero de la familia Chrysomelidae.
Fue descrita científicamente en 1995 por Doeberl.